# 三戸基介

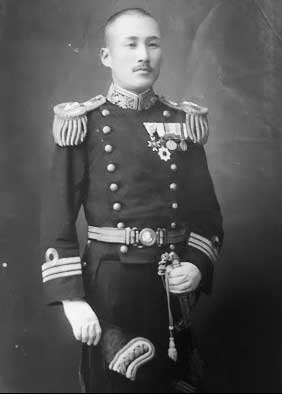
大正9年頃の三戸基介

三戸 基介（みと もとすけ、1882年〈明治15年〉4月12日 - 1971年〈昭和46年〉7月16日）は、日本の海軍軍人である。最終階級は海軍少将。海軍兵学校32期。弟は三戸由彦海軍中将(海軍機関学校20期)。

## 経歴
山口県萩市出身。同市中学校卒業後、海軍兵学校に入学（第32期）。明治37年（1904年）11月卒業。翌年8月、少尉に任官。長門航海長、那珂艦長を歴任し、1930年（昭和5年）に海軍少将に昇進。同期に山本五十六がいる。
1947年（昭和22年）11月28日、公職追放仮指定を受けた。
1971年（昭和46年）7月、神奈川県逗子市で没（墓所は多磨霊園）。

## 年譜
- 1904年（明治37年）11月14日 - 海軍兵学校を卒業。
- 1904年（明治37年）11月14日 - 海軍少尉候補生、韓崎丸乗組。
- 1905年（明治38年）1月3日 - 春日乗組。
- 1905年（明治38年）8月31日 - 海軍少尉。
- 1906年（明治39年）2月16日 - 姉川丸乗組。
- 1906年（明治39年）12月10日 - 白露乗組。
- 1907年（明治40年）9月28日 - 海軍中尉。
- 1908年（明治41年）12月23日 - 松江乗組。
- 1909年（明治42年）10月11日 - 横須賀海兵団分隊長心得。
- 1910年（明治43年）3月19日 - 海軍大尉、横須賀海兵団分隊長。
- 1911年（明治44年）5月22日 - 日進分隊長。
- 1911年（明治44年）12月1日 - 鈴谷航海長。
- 1913年（大正2年）4月1日 - 佐世保鎮守府附。
- 1913年（大正2年）5月24日 - 笠置航海長。
- 1915年（大正4年）7月19日 - 出雲航海長心得。
- 1915年（大正4年）12月13日 - 海軍少佐、出雲航海長。
- 1916年（大正5年）8月1日 - 三笠航海長。
- 1917年（大正6年）7月12日 - 三笠航海長／分隊長。
- 1917年（大正6年）8月11日 - 鹿島航海長。
- 1917年（大正6年）12月1日 - 呉鎮守府附。
- 1918年（大正7年）6月1日 - 龍田艤装員。
- 1918年（大正7年）9月20日 - 龍田副長／艤装員。
- 1918年（大正7年）12月1日 - 日向航海長。
- 1919年（大正8年）4月1日 - 日向航海長／分隊長。
- 1919年（大正8年）12月1日 - 長門艤装員。
- 1920年（大正9年）3月2日 - 長門航海長／分隊長／艤装員。
- 1920年（大正9年）12月1日 - 海軍中佐。

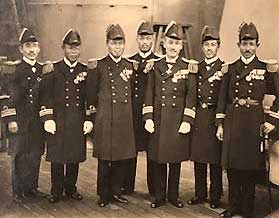
長門甲板にて（右から3番目）

- 1923年（大正12年）10月15日 - 横須賀鎮守府附。
- 1923年（大正12年）11月10日 - 水路部第二課長。
- 1924年（大正13年）12月1日 - 海軍大佐。
- 1926年（大正15年）12月1日 - 横須賀鎮守府附。
- 1927年（昭和2年）4月5日 - 那珂艦長。
- 1927年（昭和2年）11月1日 - 横須賀鎮守府附。
- 1927年（昭和2年）12月1日 - 横須賀港務部長。
- 1930年（昭和5年）12月1日 - 海軍少将。

## 栄典
- 1905年（明治38年）10月4日 - 正八位[2]
- 1907年（明治40年）11月30日 - 従七位[3]
- 1930年（昭和5年）2月15日 - 正五位[4]

## 親族
- 父 三戸四朗
- 母 三戸セツ
- 弟 三戸由彦（海軍中将）